# Gnamptogenys haenschei
Gnamptogenys haenschei är en myrart som först beskrevs av Carlo Emery 1902.  Gnamptogenys haenschei ingår i släktet Gnamptogenys och familjen myror. Inga underarter finns listade i Catalogue of Life.